# Frederik IV van Saksen-Gotha-Altenburg
Frederik IV (Gotha, 28 november 1774 — aldaar, 11 februari 1825) was van 1822 tot 1825 de laatste hertog van Saksen-Gotha-Altenburg.
Hij was de zoon van hertog Ernst II en Maria Charlotte van Saksen-Meiningen, dochter van Anton Ulrich van Saksen-Meiningen. 
Tussen 1788 en 1790 werd hij samen met zijn oudere broer August in Genève opgeleid. Frederik studeerde filosofie, staatsrecht en geschiedenis. In tegenstelling tot zijn broer werd hij beschouwd als nederig, goedaardig en dicht bij de mensen. De prins was een bewonderde zanger.
Na een militaire opleiding streed hij in de veldtochten van Napoleon. Hij raakte daarbij zo zwaargewond dat hij nooit meer geheel genas.
Hij volgde in 1822 zijn oudere broer August, die geen zoons naliet, op als hertog van Saksen-Gotha-Altenburg. Omdat hij zich, als enige in de geschiedenis van zijn familie, in 1807 tot het katholicisme had bekeerd, moest hij zijn kerkelijke macht aan de synode afstaan. Hij stierf na een lang ziekbed op 11 februari 1825 ongehuwd. Daar hij de laatste mannelijke telg uit het huis Saksen-Gotha-Altenburg was, werd zijn land in 1826 opgedeeld in Saksen-Gotha, dat met Saksen-Coburg werd samengevoegd tot Saksen-Coburg en Gotha, en Saksen-Altenburg, dat zelfstandig werd.